# توماس أوفربي
توماس أوفربي (بالنرويجية البوكمول: Thomas Øverby)‏ هو لاعب كرة قدم نرويجي، ولد في 28 أبريل 1976. لعب مع نادي شايد.